# Michał Helik
Michał Sławomir Helik (Chorzów, 1995. szeptember 9. –) lengyel válogatott labdarúgó, a Huddersfield Town játékosa.

## Pályafutása

### Klubcsapatokban
A Ruch Chorzów saját nevelésű játékosa és itt is lett profi. 2017. június 9-én jelentették be, hogy július 1-től a Cracovia csapatához csatlakozik. 2020. szeptember 9-én az angol Barnsley szerződtette három évre. Október 17-én az első gólját szerezte meg a Bristol City ellen. 2022. szeptember 1-jén 3+1 évre írt alá a Huddersfield Town csapatához.

### A válogatottban
2021. március 25-én mutatkozott be a felnőtt válogatottban Magyarország ellen. Tagja volt a 2020-as labdarúgó-Európa-bajnokságon résztvevő válogatottnak.

## Sikerei, díjai
- Cracovia
  - Lengyel kupa: 2019–2020